# Matthias Fekl
Matthias Fekl (Frankfurt am Main, 4 oktober 1977) is een Frans politicus namens de Parti Socialiste. Hij is sinds 21 maart 2017 minister van binnenlandse zaken van Frankrijk, als opvolger van Bruno Le Roux.
Fekl is geboren in Frankfurt am Main als zoon van een Duitse vader en een Franse moeder en heeft daardoor zowel de Duitse als de Franse nationaliteit. Hij groeide op in Berlijn en bezocht daar het Franse gymnasium. Zijn baccalaureaat haalde hij in Parijs, waarna hij politicologie studeerde. Hij sloot zijn opleiding af aan de École nationale d'administration (ENA).
In 2001 werd hij lid van de Parti Socialiste (PS) en werd lid van de gemeenteraad van Marmande. In 2010 werd hij vicevoorzitter van de regionale raad van Aquitanië. In 2012 werd hij voor het departement Lot-et-Garonne gekozen in de Nationale Vergadering.
Op 4 september 2014 werd Fekl als opvolger van Thomas Thévenoud staatssecretaris in het kabinet Valls II, belast met buitenlandse handel en bevordering van het toerisme. Dezelfde functie vervulde hij ook in het kabinet Cazeneuve, tot hij op 21 maart 2017 Bruno Le Roux opvolgde als minister van binnenlandse zaken.
Bij de Franse parlementsverkiezingen in juni 2017 verloor Fekl zijn zetel in de Nationale Vergadering.